# Czetwertyński (herb książęcy)
Czetwertyński (Pogonia III, Czetwertyński I Książę, Czetwertnia) – polski herb książęcy, odmiana herbu Pogoń Ruska. Herb własny rodziny Czetwertyńskich.

## Opis herbu

### Opis historyczny
Juliusz Ostrowski blazonuje herb następująco:

W polu czerwonem na koniu białym jeździec nagi przebija dzidą wywróconego smoka czarnego. Tarczę osłania płaszcz czerwony podbity gronostajami i mitrą.

Według Kaspra Niesieckiego:

(...) młodzian cale nie odziany, na białym koniu siedzi, na którym ani siedzenia żadnego, ani uzdy nie masz, w prawą tarczy cwałem bieży, prawą ręką środek kopii, lewą wierzch jej trzyma, którą kopią Smoka czarnego skrzydlastego w rozdziawioną paszczękę przebija, głowa Smoka w prawą także tarczy skierowana, przy przednich nogach konia, w znak leży.

### Opis współczesny
Opis skonstruowany współcześnie brzmi następująco:
Na tarczy o polu czerwonym, nago jeździec na koniu przebija dzidą czarnego smoka.
Całość otacza płaszcz heraldyczny, podbity gronostajem.
Płaszcz zwieńcza mitra książęca.

## Geneza
Herb Czetwertyński przynależy do książąt Czetwertyńskich, wywodzących się od kniazia Ruryka z linii Wielkich Książąt Kijowskich, osiadłej na Czetwertni. Czetwertyńscy używali przydomku Światopołk, na cześć ich przodka, Światopołka.
Znane są do dziś wizerunki pieczęci Czetwertyńskich, tj. Iwana i Wasila Fedorowiczów z 1542 roku, a także pieczęć Hrehorego, syna Eustachego, z pierwszej połowy XVII wieku. Przypominają wyglądem godło herbu Czetwertyński II.
W Polsce Czetwertyńskim tytuł książęcy został przyznany 5 czerwca 1569 roku. W Rosji natomiast, na przestrzeni historycznej przyznawany był kilkukrotnie, po raz pierwszy 10 listopada 1843 roku.

### Legenda
Koło roku 300 po narodzeniu Chrystusa, za panowania greckiego księcia Teodora, w prowincji Achaji pokazał się wielki smok, szkodzący bydłu i ludziom. Książę Teodor za osobliwszą pomocą Boską, natarł na niego koniem, przebił kopią i uciął głowę. Od tego czasu jego potomkowie za herb wzięli sobie człowieka na koniu, dzidą przebijającego smoka.

## Herbowni
Informacje na temat herbownych w artykule sporządzone zostały na podstawie wiarygodnych źródeł, zwłaszcza klasycznych i współczesnych herbarzy. Należy jednak zwrócić uwagę na częste zjawisko przypisywania rodom szlacheckim niewłaściwych herbów, szczególnie nasilone w czasie legitymacji szlachectwa przed zaborczymi heroldiami, co zostało następnie utrwalone w wydawanych kolejno herbarzach. Identyczność nazwiska nie musi oznaczać przynależności do danego rodu herbowego. Przynależność taką mogą bezspornie ustalić wyłącznie badania genealogiczne.
Pełne listy herbownych nie są dziś możliwe do odtworzenia, także ze względu na zniszczenie i zaginięcie wielu akt i dokumentów w czasie II wojny światowej (m.in. w czasie powstania warszawskiego w 1944 spłonęło ponad 90% zasobu Archiwum Głównego w Warszawie, gdzie przechowywana była większość dokumentów staropolskich). Nazwisko znajdujące się w artykule pochodzi z Herbarza polskiego, Tadeusza Gajla. Występowanie danego nazwiska w artykule nie musi oznaczać, że konkretna rodzina pieczętowała się herbem Czetwertyński. Często te same nazwiska są własnością wielu rodzin reprezentujących wszystkie stany dawnej Rzeczypospolitej, tj. chłopów, mieszczan, szlachtę. Herb Czetwertyński jest herbem własnym, wiec do jego używania uprawniona jest zaledwie jedna rodzina: Czetwertyńscy.